# Copa de Alemania 2012-13
La DFB-Pokal 2012-13 fue la 70.ª edición de la Copa de Alemania. Se inició el 17 de agosto de 2012 y finalizó el 1 de junio de 2013 en el Estadio Olímpico de Berlín. El campeón defensor fue el Borussia Dortmund al vencer al  FC Bayern Múnich en la edición anterior.
La final se disputó ante 76.065 espectadores, el  FC Bayern Múnich venció por 3-2 al  VfB Stuttgart, para levantar la Copa de Alemania y culminar una majestuosa temporada con el primer e histórico triplete del club bávaro.

## Calendario
Las diferentes rondas fueron programadas de la siguiente forma:
- Primera ronda: 17 al 20 de agosto de 2012
- Segunda ronda: 30 y 31 de octubre de 2012
- Tercera ronda: 18 y 19 de diciembre de 2012
- Cuartos de final: 26 y 27 de febrero de 2013
- Semifinal: 16 y 17 de abril de 2013
- Final: 1 de junio de 2013

## Equipos participantes
Participaron 64 equipos: los 18 clubes de la 1. Bundesliga 2011/12, los 18 conjuntos de la 2. Bundesliga 2011/12, los cuatro mejores conjuntos de la 3. Liga 2011/12 y los vencedores de las 21 competiciones regionales (24 equipos en total).
1. Bundesliga
| - Borussia Dortmund - Bayern Múnich - Schalke 04 - Borussia Mönchengladbach - Bayer Leverkusen - Stuttgart | - Hannover 96 - Wolfsburgo - Werder Bremen - Núremberg - Hoffenheim - Friburgo | - Maguncia 05 - Augsburgo - Hamburgo - Hertha Berlín - Colonia - Kaiserslautern |

2. Bundesliga
| - Greuther Fürth - Eintracht Frankfurt - Fortuna Düsseldorf - St. Pauli - Paderborn 07 - 1860 Múnich | - Union Berlin - Eintracht Braunschweig - Dinamo Dresde2 - MSV Duisburg - Bochum - Ingolstadt 04 | - FSV Frankfurt - Energie Cottbus - Erzgebirge Aue - Karlsruher SC - Alemannia Aachen - Hansa Rostock |

3. Liga
| - SV Sandhausen - VfR Aalen - Jahn Regensburg - Heidenheim 1846 |

Regionales
| - Nöttingen (BFV-Hoepfner-Cup - Baden Norte) - Unterhaching (Bayerischer Toto-Pokal - Baviera) - Wacker Burghausen1, 3 (Baviera) - Berliner AK 07 (Berliner Landespokal - Berlín) - Falkensee-Finkenkrug (Brandenburgischer Landespokal - Brandenburgo) - Oberneuland (Bremer Pokal - Bremen) - Victoria Hamburg (Hamburger Pokal - Hamburgo) - Kickers Offenbach (Hessenpokal - Hesse) - Schönberg 95 (Mecklenburg-Vorpommern-Pokal - Mecklemburgo-Pomerania Occidental) - Hennef 05 (Mittelrheinpokal - Mittelrhein) - Rot-Weiss Essen (Diebels-Niederrheinpokal - Niederrhein) - TSV Havelse (Niedersachsenpokal - Baja Sajonia) | - Wilhelmshaven1 (Baja Sajonia) - Roßbach/Wied (Rheinlandpokal - Renania) - Saarbrücken (Saarlandpokal - Sarre) - Chemnitzer (Sachsenpokal - Sajonia) - Hallescher (Sachsen-Anhalt-Pokal - Sajonia-Anhalt) - Lübeck (SHFV-Pokal - Schleswig-Holstein) - Offenburger (Südbadischer Pokal - Bande Sur) - Wormatia Worms (Südwestpokal - Renania-Palatinado) - Carl Zeiss Jena (TFV-Pokal - Turingia) - Arminia Bielefeld1 (Westfalenpokal - Westfalia) - Preußen Münster1 (Westfalia) - Sonnenhof Großaspach4 (WFV-Pokal - Württemberg) |

Notas al pie
1 Las tres regiones con más equipos participantes (Baviera, Baja Sajonia y Westfalia) pudieron incluir dos equipos en la competición.

2 El Dinamo Dresde fue en un principio excluido de la competición como consecuencia de los incidentes que involucraron a sus seguidores durante y después del encuentro que disputaron en la segunda ronda del torneo anterior. Este veredicto fue finalmente cambiado por la Federación Alemana de Fútbol, que castigó al club con una multa de 100.000 euros, además de ordenar que su partido de local contra el Ingolstadt se juegue a puertas cerradas y que ante el Eintracht Frankfurt de visita, se juegue sin asistencia de los seguidores del Dresden.

3 El Eltersdorf, subcampeón de la Bayerischer Toto-Pokal (Copa de Baviera), tuvo que disputar una ronda de play-offs contra el Wacker Burghausen, vencedor del cotejo entre los perdedores de las semifinales, para el segundo cupo de Baviera; el play-off se lo llevó el Wacker Burghausen.

4 Debido a que el Heidenheim 1846 entró al torneo por su posición en la liga, el subcampeón Sonnenhof Großaspach accedió ocupando su lugar.

## Sistema de juego
Los equipos se enfrentan en un solo partido por ronda. En caso de empate en tiempo reglamentario, se añadirán dos tiempos suplementarios de quince minutos cada uno y si el encuentro sigue igualado, la tanda de penaltis definirá que equipo avanza a la siguiente fase.
Para la primera ronda (equivalente a los trentaidosavos de final), los 64 equipos participantes se dividieron en dos bombos. En el primer bombo se incluyeron los equipos que clasificaron a través de los campeonatos regionales, los mejores cuatro de la 3. Bundesliga y los últimos cuatro de las 2. Bundesliga. Cada equipo se enfrentó a otro perteneciente al segundo bombo, que incluye los otros 14 de la 2. Bundesliga y los 18 clubes de la 1. Bundesliga. Los clubes del primer bombo ejercieron la localía en el proceso.
La fórmula de los "dos bombos" se aplicó también para la segunda ronda, con los equipos restantes de la 3. Bundesliga en el primer bombo y los demás equipos en el segundo. Una vez se vacíe uno de los bombos, los equipos restantes se enfrentarán unos contra otros. Si algún conjunto de tercera/amateur continúa en la competición, ejercerá la localía siempre.

## Primera ronda
El sorteo se llevó a cabo el 23 de junio de 2012.
| 17 de agosto de 2012 19:00 | Sonnenhof Großaspach | 1 – 2   | FSV Frankfurt          | Comtech Arena, Aspach                                     |                                                           |
|                            | Szimayer 16'         | Reporte | Stark 21' · Leckie 22' | Asistencia: 1.436 espectadores Árbitro(s): Benjamin Brand | Asistencia: 1.436 espectadores Árbitro(s): Benjamin Brand |

| 17 de agosto de 2012 19:00 | VfB Lübeck | 0 – 3   | Eintracht Braunschweig     | Stadion Lohmühle, Lübeck                                 |                                                          |
|                            |            | Reporte | Kratz 13' 68' · Boland 67' | Asistencia: 6.411 espectadores Árbitro(s): Deniz Aytekin | Asistencia: 6.411 espectadores Árbitro(s): Deniz Aytekin |

| 17 de agosto de 2012 19:00 | Wilhelmshaven | 0 – 2   | Augsburgo              | Jadestadion, Wilhelmshaven                                     |                                                                |
|                            |               | Reporte | Bancé 28' · Musona 78' | Asistencia: 4.098 espectadores Árbitro(s): Christian Bandurski | Asistencia: 4.098 espectadores Árbitro(s): Christian Bandurski |

| 18 de agosto de 2012 15:30 | Hallescher | 0 – 1   | MSV Duisburg      | Erdgas Sportpark, Halle                                    |                                                            |
|                            |            | Reporte | Šukalo 17' (pen.) | Asistencia: 7.000 espectadores Árbitro(s): Robert Hartmann | Asistencia: 7.000 espectadores Árbitro(s): Robert Hartmann |

| 18 de agosto de 2012 15:30 | Oberneuland | 0 – 3   | Borussia Dortmund                           | Weserstadion, Bremen                                      |                                                           |
|                            |             | Reporte | Reus 10' · Błaszczykowski 38' · Perišić 67' | Asistencia: 19.325 espectadores Árbitro(s): Florian Meyer | Asistencia: 19.325 espectadores Árbitro(s): Florian Meyer |

| 18 de agosto de 2012 15:30 | Unterhaching   | 1 – 2           | Colonia        | Sportpark Unterhaching, Unterhaching                        |                                                             |
|                            | Voglsammer 90' | reporte Reporte | Bröker 28' 40' | Asistencia: 6.000 espectadores Árbitro(s): Frank Willenborg | Asistencia: 6.000 espectadores Árbitro(s): Frank Willenborg |

| 18 de agosto de 2012 15:30 | Falkensee-Finkenkrug | 0 – 5   | Stuttgart                                               | Karl-Liebknecht-Stadion, Potsdam                              |                                                               |
|                            |                      | Reporte | Ibišević 30' · Harnik 43' 54' · Torun 79' · Okazaki 87' | Asistencia: 7.250 espectadores Árbitro(s): Thorsten Schriever | Asistencia: 7.250 espectadores Árbitro(s): Thorsten Schriever |

| 18 de agosto de 2012 15:30 | Victoria Hamburg | 1 – 2   | Friburgo              | Stadion Hoheluft, Hamburgo                                 |                                                            |
|                            | Sachs 12'        | Reporte | Kruse 11' · Freis 79' | Asistencia: 4.375 espectadores Árbitro(s): Christian Dietz | Asistencia: 4.375 espectadores Árbitro(s): Christian Dietz |

| 18 de agosto de 2012 15:30 | Offenburger | 0 – 3   | St. Pauli                    | Karl-Heitz-Stadion, Offenburg                                 |                                                               |
|                            |             | Reporte | Saglik 23' 68' · Ginczek 77' | Asistencia: 10.000 espectadores Árbitro(s): Christian Leicher | Asistencia: 10.000 espectadores Árbitro(s): Christian Leicher |

| 18 de agosto de 2012 15:30 | Alemannia Aachen | 0 – 2   | Borussia Mönchengladbach     | New Tivoli Stadion, Aquisgrán                            |                                                          |
|                            |                  | Reporte | Arango 70' · Nordtveit 90+1' | Asistencia: 31.736 espectadores Árbitro(s): Felix Zwayer | Asistencia: 31.736 espectadores Árbitro(s): Felix Zwayer |

| 18 de agosto de 2012 15:30 | Carl Zeiss Jena | 0 – 4   | Bayer Leverkusen                                         | Ernst-Abbe-Sportfeld, Jena                                 |                                                            |
|                            |                 | Reporte | Rolfes 3' · Bellarabi 15' · Kießling 81' · Fernandes 90' | Asistencia: 10.000 espectadores Árbitro(s): Tobias Stieler | Asistencia: 10.000 espectadores Árbitro(s): Tobias Stieler |

| 18 de agosto de 2012 15:30 | Berliner AK 07                             | 4 – 0   | Hoffenheim | Poststadion, Berlín                                         |                                                             |
|                            | Cakmak 3' 49' · Gerlach 31' · Kruschke 40' | Reporte |            | Asistencia: 1.468 espectadores Árbitro(s): Sascha Stegemann | Asistencia: 1.468 espectadores Árbitro(s): Sascha Stegemann |

| 18 de agosto de 2012 18:00 | Heidenheim 1846 | 0 – 2   | Bochum       | Voith-Arena, Heidenheim an der Brenz                     |                                                          |
|                            |                 | Reporte | Dedič 5' 41' | Asistencia: 7.500 espectadores Árbitro(s): Tobias Christ | Asistencia: 7.500 espectadores Árbitro(s): Tobias Christ |

| 18 de agosto de 2012 20:30 | Schönberg 95 | 0 – 5   | Wolfsburgo                              | Stadion Lohmühle, Lübeck                                 |                                                          |
|                            |              | Reporte | Olić 28' 30' 67' · Diego 43' · Dost 66' | Asistencia: 3.500 espectadores Árbitro(s): Robert Kampka | Asistencia: 3.500 espectadores Árbitro(s): Robert Kampka |

| 18 de agosto de 2012 20:30 | Kickers Offenbach            | 2 – 0   | Greuther Fürth | Sparda-Bank-Hessen-Stadion, Offenbach del Meno               |                                                              |
|                            | Rathgeber 28' · Bender 90+1' | Reporte |                | Asistencia: 7.620 espectadores Árbitro(s): Christian Dingert | Asistencia: 7.620 espectadores Árbitro(s): Christian Dingert |

| 19 de agosto de 2012 14:30 | Nöttingen   | 1 – 6   | Hannover 96                                                      | Stadion an der Kreuzeiche, Reutlingen                      |                                                            |
|                            | Neziraj 53' | Reporte | Pinto 27' 32' · Andreasen 47' · Schlaudraff 55' 83' · Rausch 79' | Asistencia: 3.168 espectadores Árbitro(s): Benjamin Cortus | Asistencia: 3.168 espectadores Árbitro(s): Benjamin Cortus |

| 19 de agosto de 2012 14:30 | Wormatia Worms              | 2 – 1   | Hertha Berlín | Wormatia-Stadion, Worms                                       |                                                               |
|                            | Bauer 3' 83' · Dressler 82' | Reporte | Wagner 64'    | Asistencia: 6.263 espectadores Árbitro(s): Norbert Grudzinski | Asistencia: 6.263 espectadores Árbitro(s): Norbert Grudzinski |

| 19 de agosto de 2012 14:30 | Karlsruher SC                                             | 4 – 2   | Hamburgo                 | Wildparkstadion, Karlsruhe                                  |                                                             |
|                            | van der Biezen 31' · Alibaz 58' · Stoll 78' · Soriano 86' | Reporte | Berg 23' · Beister 45+1' | Asistencia: 18.000 espectadores Árbitro(s): Bastian Dankert | Asistencia: 18.000 espectadores Árbitro(s): Bastian Dankert |

| 19 de agosto de 2012 14:30 | Hennef 05 | 0 – 6   | 1860 Múnich                                                                              | Sportpark Nord, Bonn                                       |                                                            |
|                            |           | Reporte | Vallori 31' · Lauth 34' · Blanco 69' · Bülow 70' · Bierofka 72' (pen.) · Stoppelkamp 90' | Asistencia: 6.000 espectadores Árbitro(s): Manuel Kunzmann | Asistencia: 6.000 espectadores Árbitro(s): Manuel Kunzmann |

| 19 de agosto de 2012 14:30 | TSV Havelse                                | 3 – 2 (t. s.) | Núremberg            | Wilhelm-Langrehr-Stadion, Garbsen                         |                                                           |
|                            | Beismann 13' · Posipal 60' · Vucinovic 97' | Reporte       | Esswein 7' · Mak 80' | Asistencia: 2.500 espectadores Árbitro(s): Robert Kempter | Asistencia: 2.500 espectadores Árbitro(s): Robert Kempter |

| 19 de agosto de 2012 16:00 | VfR Aalen                                     | 3 – 0   | Ingolstadt 04 | Scholz-Arena, Aalen                                     |                                                         |
|                            | Lechleiter 15' · Dausch 35' · Valentini 90+3' | Reporte |               | Asistencia: 2.800 espectadores Árbitro(s): Marcel Unger | Asistencia: 2.800 espectadores Árbitro(s): Marcel Unger |

| 19 de agosto de 2012 16:00 | Arminia Bielefeld                        | 3 – 1   | Paderborn 07 | Bielefelder Alm, Bielefeld                                    |                                                               |
|                            | Schütz 55' · Schönfeld 86' · Hübener 90' | Reporte | Meha 36'     | Asistencia: 20.000 espectadores Árbitro(s): Markus Wingenbach | Asistencia: 20.000 espectadores Árbitro(s): Markus Wingenbach |

| 19 de agosto de 2012 16:00 | Saarbrücken | 0 – 5   | Schalke 04                                          | Ludwigsparkstadion, Saarbrücken                         |                                                         |
|                            |             | Reporte | Papadopoulos 23' · Draxler 27' 57' · Marica 65' 72' | Asistencia: 30.000 espectadores Árbitro(s): Tobias Welz | Asistencia: 30.000 espectadores Árbitro(s): Tobias Welz |

| 19 de agosto de 2012 16:00 | Erzgebirge Aue                       | 3 – 0   | Eintracht Frankfurt | Sparkassen-Erzgebirgsstadion, Aue                         |                                                           |
|                            | Paulus 21' (pen.) · Sylvestr 61' 90' | Reporte |                     | Asistencia: 9.575 espectadores Árbitro(s): Daniel Siebert | Asistencia: 9.575 espectadores Árbitro(s): Daniel Siebert |

| 19 de agosto de 2012 16:00 | Preußen Münster                   | 4 – 2 (t. s.) | Werder Bremen           | Preußenstadion, Münster                                  |                                                          |
|                            | Taylor 54' 81' 118' · Nazarov 96' | Reporte       | Elia 45' · Füllkrug 67' | Asistencia: 18.000 espectadores Árbitro(s): Peter Sippel | Asistencia: 18.000 espectadores Árbitro(s): Peter Sippel |

| 19 de agosto de 2012 18:30 | Hansa Rostock | 1 – 3   | Kaiserslautern                           | DKB-Arena, Rostock                                         |                                                            |
|                            | Plat 77'      | Reporte | Bunjaku 49' · Zuck 56' · Fortounis 90+3' | Asistencia: 10.000 espectadores Árbitro(s): Florian Steuer | Asistencia: 10.000 espectadores Árbitro(s): Florian Steuer |

| 19 de agosto de 2012 18:30 | Wacker Burghausen | 0– 1    | Fortuna Düsseldorf | Wacker-Arena, Burghausen                               |                                                        |
|                            |                   | Reporte | Reisinger 76'      | Asistencia: 4.000 espectadores Árbitro(s): Harm Osmers | Asistencia: 4.000 espectadores Árbitro(s): Harm Osmers |

| 19 de agosto de 2012 20:30 | Roßbach/Wied | 0 – 4   | Maguncia 05                                            | Stadion Oberwerth, Coblenza                                  |                                                              |
|                            |              | Reporte | Szalai 5' 43' · Baumgartlinger 47' · Choupo-Moting 62' | Asistencia: 3.100 espectadores Árbitro(s): Bibiana Steinhaus | Asistencia: 3.100 espectadores Árbitro(s): Bibiana Steinhaus |

| 20 de agosto de 2012 18:30 | Sandhausen                          | 3 – 0   | Energie Cottbus | Hardtwaldstadion, Sandhausen                                 |                                                              |
|                            | Löning 3' · Schulz 10' · Fießer 90' | Reporte |                 | Asistencia: 5.000 espectadores Árbitro(s): Thorsten Kinhöfer | Asistencia: 5.000 espectadores Árbitro(s): Thorsten Kinhöfer |

| 20 de agosto de 2012 18:30 | Rot-Weiss Essen | 0 – 1 (t. s.) | Union Berlin | Stadion Essen, Essen                                        |                                                             |
|                            |                 | Reporte       | Terodde 120' | Asistencia: 10.000 espectadores Árbitro(s): Martin Petersen | Asistencia: 10.000 espectadores Árbitro(s): Martin Petersen |

| 20 de agosto de 2012 18:30 | Chemnitzer | 0 – 3   | Dinamo Dresde                            | Stadion an der Gellertstraße, Chemnitz                     |                                                            |
|                            |            | Reporte | Koch 32' · Poté 42' · Buchner 84' (a.g.) | Asistencia: 14.500 espectadores Árbitro(s): Markus Schmidt | Asistencia: 14.500 espectadores Árbitro(s): Markus Schmidt |

| 20 de agosto de 2012 20:30 | Jahn Regensburg | 0 – 4   | Bayern Múnich                                 | Jahnstadion, Ratisbona                                     |                                                            |
|                            |                 | Reporte | Mandžukić 32' 80' · Shaqiri 60' · Pizarro 88' | Asistencia: 12.500 espectadores Árbitro(s): Guido Winkmann | Asistencia: 12.500 espectadores Árbitro(s): Guido Winkmann |

## Segunda ronda
El sorteo se realizó el 25 de agosto de 2012.
| 30 de octubre de 2012 19:00 | Berliner AK 07 | 0 – 3   | 1860 Múnich                      | Friedrich-Ludwig-Jahn-Sportpark, Berlín                      |                                                              |
|                             |                | Reporte | Stoppelkamp 38' 62' · Blanco 89' | Asistencia: 2.500 espectadores Árbitro(s): Bibiana Steinhaus | Asistencia: 2.500 espectadores Árbitro(s): Bibiana Steinhaus |

| 30 de octubre de 2012 19:00 | Wormatia Worms                          | 0 – 0 (t. s.)(3 – 4 p.)    | Colonia                                         | Wormatia-Stadion, Worms                                    |                                                            |
|                             |                                         | Reporte                    |                                                 | Asistencia: 7.203 espectadores Árbitro(s): Robert Hartmann | Asistencia: 7.203 espectadores Árbitro(s): Robert Hartmann |
|                             |                                         | Tiros desde el punto penal |                                                 |                                                            |                                                            |
|                             | Rösner · Bauer · Wittke · Steil · Abele |                            | Chihi · Lehmann · Matuszczyk · Bigalke · Brečko |                                                            |                                                            |

| 30 de octubre de 2012 19:00 | Preußen Münster | 0 – 1   | Augsburgo           | Preußenstadion, Münster                                 |                                                         |
|                             |                 | Reporte | Callsen-Bracker 69' | Asistencia: 16.200 espectadores Árbitro(s): Marco Fritz | Asistencia: 16.200 espectadores Árbitro(s): Marco Fritz |

| 30 de octubre de 2012 19:00 | Eintracht Braunschweig | 0 – 2   | Friburgo                | Eintracht-Stadion, Braunschweig                         |                                                         |
|                             |                        | Reporte | Caligiuri 1' · Flum 84' | Asistencia: 20.167 espectadores Árbitro(s): Felix Brych | Asistencia: 20.167 espectadores Árbitro(s): Felix Brych |

| 30 de octubre de 2012 20:30 | TSV Havelse | 1 – 3   | Bochum                                       | Wilhelm-Langrehr-Stadion, Garbsen                              |                                                                |
|                             | Posipal 17' | Reporte | Iashvili 30' · Rzatkowski 73' · Ortega 90+4' | Asistencia: 3.350 espectadores Árbitro(s): Christian Bandurski | Asistencia: 3.350 espectadores Árbitro(s): Christian Bandurski |

| 30 de octubre de 2012 20:30 | Schalke 04                               | 3 – 0   | Sandhausen | Veltins-Arena, Gelsenkirchen                               |                                                            |
|                             | Afellay 11' · Marica 62' · Huntelaar 79' | Reporte |            | Asistencia: 52.970 espectadores Árbitro(s): Michael Weiner | Asistencia: 52.970 espectadores Árbitro(s): Michael Weiner |

| 30 de octubre de 2012 20:30 | VfR Aalen | 1 – 4   | Borussia Dortmund                                      | Scholz-Arena, Aalen                                     |                                                         |
|                             | Klauß 87' | Reporte | Hummels 22' · Schmelzer 32' · Götze 50' · Schieber 79' | Asistencia: 13.251 espectadores Árbitro(s): Günter Perl | Asistencia: 13.251 espectadores Árbitro(s): Günter Perl |

| 30 de octubre de 2012 20:30 | Maguncia 05                | 2 – 0   | Erzgebirge Aue | Coface Arena, Maguncia                                      |                                                             |
|                             | Ivanschitz 18' · Malli 47' | Reporte |                | Asistencia: 12.000 espectadores Árbitro(s): Bastian Dankert | Asistencia: 12.000 espectadores Árbitro(s): Bastian Dankert |

| 31 de octubre de 2012 19:00 | Karlsruher SC | 1 – 0   | MSV Duisburg | Wildparkstadion, Karlsruhe                                 |                                                            |
|                             | Kempe 88'     | Reporte |              | Asistencia: 14.921 espectadores Árbitro(s): Tobias Stieler | Asistencia: 14.921 espectadores Árbitro(s): Tobias Stieler |

| 31 de octubre de 2012 19:00 | Arminia Bielefeld      | 2 – 3 (t. s.) | Bayer Leverkusen                           | Bielefelder Alm, Bielefeld                               |                                                          |
|                             | Hille 11' · Schütz 82' | Reporte       | Hegeler 23' · Friedrich 56' · Schürrle 94' | Asistencia: 24.771 espectadores Árbitro(s): Jochen Drees | Asistencia: 24.771 espectadores Árbitro(s): Jochen Drees |

| 31 de octubre de 2012 19:00 | Kickers Offenbach       | 2 – 0   | Union Berlin | Sparda-Bank-Hessen-Stadion, Offenbach del Meno              |                                                             |
|                             | Fetsch 74' · Vogler 85' | Reporte |              | Asistencia: 12.247 espectadores Árbitro(s): Peter Gagelmann | Asistencia: 12.247 espectadores Árbitro(s): Peter Gagelmann |

| 31 de octubre de 2012 19:00 | Stuttgart                              | 3 – 0   | St. Pauli | Mercedes-Benz Arena, Stuttgart                           |                                                          |
|                             | Traoré 21' · Ibišević 22' · Hajnal 41' | Reporte |           | Asistencia: 26.100 espectadores Árbitro(s): Peter Sippel | Asistencia: 26.100 espectadores Árbitro(s): Peter Sippel |

| 31 de octubre de 2012 20:30 | Hannover 96                                            | 1 – 1 (t. s.)(4–3 p.)      | Dinamo Dresde                             | AWD-Arena, Hannover                                        |                                                            |
|                             | Diouf 15'                                              | Reporte                    | Brégerie 28'                              | Asistencia: 35.000 espectadores Árbitro(s): Wolfgang Stark | Asistencia: 35.000 espectadores Árbitro(s): Wolfgang Stark |
|                             |                                                        | Tiros desde el punto penal |                                           |                                                            |                                                            |
|                             | Stindl · Schmiedebach · Rausch · Sobiech · Schlaudraff |                            | Losilla · Fiél · Solga · Jungwirth · Poté |                                                            |                                                            |

| 31 de octubre de 2012 20:30 | Bayern Múnich                    | 4 – 0   | Kaiserslautern | Allianz Arena, Múnich                                      |                                                            |
|                             | Pizarro 11' 58' · Robben 49' 88' | Reporte |                | Asistencia: 71.000 espectadores Árbitro(s): Daniel Siebert | Asistencia: 71.000 espectadores Árbitro(s): Daniel Siebert |

| 31 de octubre de 2012 20:30 | Fortuna Düsseldorf | 1 – 0 (t. s.) | Borussia Mönchengladbach | ESPRIT arena, Düsseldorf                                 |                                                          |
|                             | Rafael 97'         | Reporte       |                          | Asistencia: 54.000 espectadores Árbitro(s): Knut Kircher | Asistencia: 54.000 espectadores Árbitro(s): Knut Kircher |

| 31 de octubre de 2012 20:30 | Wolfsburgo           | 2 – 0   | FSV Frankfurt | Volkswagen Arena, Wolfsburgo                            |                                                         |
|                             | Diego 51' · Dost 61' | Reporte |               | Asistencia: 7.538 espectadores Árbitro(s): Manuel Gräfe | Asistencia: 7.538 espectadores Árbitro(s): Manuel Gräfe |

## Tercera ronda
El sorteo de la tercera ronda (octavos de final) se llevó a cabo el 4 de noviembre de 2012.
| 18 de diciembre de 2012 19:00 | Karlsruher SC | 0 – 1   | Friburgo  | Wildparkstadion, Karlsruhe                               |                                                          |
|                               |               | Reporte | Schmid 2' | Asistencia: 28.200 espectadores Árbitro(s): Jochen Drees | Asistencia: 28.200 espectadores Árbitro(s): Jochen Drees |

| 18 de diciembre de 2012 19:00 | Schalke 04    | 1 – 2   | Maguncia 05                   | Veltins-Arena, Gelsenkirchen                            |                                                         |
|                               | Huntelaar 75' | Reporte | Caligiuri 30' · N. Müller 83' | Asistencia: 53.000 espectadores Árbitro(s): Marco Fritz | Asistencia: 53.000 espectadores Árbitro(s): Marco Fritz |

| 18 de diciembre de 2012 20:30 | Kickers Offenbach       | 2 – 0   | Fortuna Düsseldorf | Sparda-Bank-Hessen-Stadion, Offenbach del Meno           |                                                          |
|                               | Fetsch 76' · Vogler 85' | Reporte |                    | Asistencia: 18.400 espectadores Árbitro(s): Felix Zwayer | Asistencia: 18.400 espectadores Árbitro(s): Felix Zwayer |

| 18 de diciembre de 2012 20:30 | Augsburgo | 0 – 2   | Bayern Múnich           | SGL Arena, Augsburgo                                          |                                                               |
|                               |           | Reporte | Gómez 26' · Shaqiri 85' | Asistencia: 30.660 espectadores Árbitro(s): Thorsten Kinhöfer | Asistencia: 30.660 espectadores Árbitro(s): Thorsten Kinhöfer |

| 19 de diciembre de 2012 19:00 | Wolfsburgo            | 2 – 1   | Bayer Leverkusen  | Volkswagen Arena, Wolfsburgo                             |                                                          |
|                               | Träsch 78' · Dost 90' | Reporte | Fagner 31' (a.g.) | Asistencia: 10.781 espectadores Árbitro(s): Knut Kircher | Asistencia: 10.781 espectadores Árbitro(s): Knut Kircher |

| 19 de diciembre de 2012 19:00 | Bochum                       | 3 – 0   | 1860 Múnich | rewirpowerSTADION, Bochum                               |                                                         |
|                               | Dedič 30' · Maltritz 75' 78' | Reporte |             | Asistencia: 20.206 espectadores Árbitro(s): Tobias Welz | Asistencia: 20.206 espectadores Árbitro(s): Tobias Welz |

| 19 de diciembre de 2012 20:30 | Borussia Dortmund                                       | 5 – 1   | Hannover 96 | Signal Iduna Park, Dortmund                             |                                                         |
|                               | Götze 3' 40' 84' · Błaszczykowski 18' · Lewandowski 90' | Reporte | Diouf 79'   | Asistencia: 77.615 espectadores Árbitro(s): Felix Brych | Asistencia: 77.615 espectadores Árbitro(s): Felix Brych |

| 19 de diciembre de 2012 20:30 | Stuttgart                         | 2 – 1   | Colonia     | Mercedes-Benz Arena, Stuttgart                            |                                                           |
|                               | Gentner 31' · Ibišević 35' (pen.) | Reporte | Clemens 80' | Asistencia: 27.500 espectadores Árbitro(s): Deniz Aytekin | Asistencia: 27.500 espectadores Árbitro(s): Deniz Aytekin |

## Cuartos de final
El sorteo se realizó el 19 de diciembre de 2012 y los partidos se programaron para el 26 y 27 de febrero de 2013.
| 26 de febrero de 2013 19:00 | Maguncia 05            | 2 – 3 (t. s.) | Friburgo                           | Coface Arena, Maguncia                                    |                                                           |
|                             | Parker 2' · Zimling 4' | Reporte       | Santini 86' · Caligiuri 90+2' 108' | Asistencia: 23.517 espectadores Árbitro(s): Deniz Aytekin | Asistencia: 23.517 espectadores Árbitro(s): Deniz Aytekin |

| 26 de febrero de 2013 20:30 | Kickers Offenbach | 1 – 2   | Wolfsburgo          | Sparda-Bank-Hessen-Stadion, Offenbach del Meno             |                                                            |
|                             | Stadel 81'        | Reporte | Olić 49' · Dost 71' | Asistencia: 18.700 espectadores Árbitro(s): Wolfgang Stark | Asistencia: 18.700 espectadores Árbitro(s): Wolfgang Stark |

| 27 de febrero de 2013 19:00 | Stuttgart                  | 2 – 0   | Bochum | Mercedes-Benz Arena, Stuttgart                           |                                                          |
|                             | Gentner 18' · Ibišević 81' | Reporte |        | Asistencia: 20.200 espectadores Árbitro(s): Felix Zwayer | Asistencia: 20.200 espectadores Árbitro(s): Felix Zwayer |

| 27 de febrero de 2013 20:30 | Bayern Múnich | 1 – 0   | Borussia Dortmund | Allianz Arena, Múnich                                    |                                                          |
|                             | Robben 43'    | Reporte |                   | Asistencia: 71.000 espectadores Árbitro(s): Knut Kircher | Asistencia: 71.000 espectadores Árbitro(s): Knut Kircher |

## Semifinales
| 16 de abril de 2013 | Bayern Múnich                                                | 6 - 1   | Wolfsburgo | Allianz Arena, Múnich                                    |                                                          |
|                     | Mandžukić 17' · Robben 35' · Shaqiri 50' · Gómez 80' 83' 86' | Reporte | Diego 45'  | Asistencia: 71.000 espectadores Árbitro(s): Knut Kircher | Asistencia: 71.000 espectadores Árbitro(s): Knut Kircher |

| 17 de abril de 2013 | Stuttgart            | 2 - 1   | Friburgo      | Mercedes-Benz Arena, Stuttgart                            |                                                           |
|                     | Boka 9' · Harnik 29' | Reporte | Rosenthal 14' | Asistencia: 60.000 espectadores Árbitro(s): Florian Meyer | Asistencia: 60.000 espectadores Árbitro(s): Florian Meyer |

## Final
| 1          | Guardameta     | Manuel Neuer           |       |
| 21         | Defensa        | Philipp Lahm           |       |
| 5          | Defensa        | Daniel van Buyten      |       |
| 17         | Defensa        | Jérôme Boateng         |       |
| 27         | Defensa        | David Alaba            |       |
| 8          | Centrocampista | Javi Martínez          |       |
| 31         | Centrocampista | Bastian Schweinsteiger |       |
| 10         | Centrocampista | Arjen Robben           | 83'   |
| 25         | Centrocampista | Thomas Müller          |       |
| 7          | Centrocampista | Franck Ribéry          | 90+1' |
| 33         | Delantero      | Mario Gómez            | 62'   |
| Entrenador | Entrenador     | Jupp Heynckes          |       |

| 1          | Guardameta     | Sven Ulreich      |     |
| 24         | Defensa        | Antonio Rüdiger   |     |
| 5          | Defensa        | Serdar Taşçı      |     |
| 6          | Defensa        | Georg Niedermeier |     |
| 21         | Defensa        | Cristian Molinaro | 67' |
| 20         | Centrocampista | Christian Gentner |     |
| 15         | Centrocampista | Arthur Boka       |     |
| 7          | Centrocampista | Martin Harnik     |     |
| 44         | Centrocampista | Alexandru Maxim   | 61' |
| 16         | Centrocampista | Ibrahima Traoré   | 75' |
| 9          | Delantero      | Vedad Ibišević    |     |
| Entrenador | Entrenador     | Bruno Labbadia    |     |

| 9  | Delantero      | Mario Mandžukić    | 62'   |
| 44 | Centrocampista | Anatoliy Tymoschuk | 83'   |
| 11 | Centrocampista | Xherdan Shaqiri    | 90+1' |

| 31 | Delantero | Shinji Okazaki | 61' |
| 2  | Defensa   | Gōtoku Sakai   | 67' |
| 18 | Delantero | Cacau          | 75' |

| Anotado · Penal | 37' | Thomas Müller | 1-0 |
| Anotado         | 48' | Mario Gómez   | 2-0 |
| Anotado         | 61' | Mario Gómez   | 3-0 |

| Anotado | 71' | Martin Harnik | 3-1 |
| Anotado | 80' | Martin Harnik | 3-2 |

| Amonestado | 50'   | Bastian Schweinsteiger |
| Amonestado | 90+4' | Mario Mandžukić        |

| Amonestado | 36'   | Ibrahima Traoré |
| Amonestado | 85'   | Arthur Boka     |
| Amonestado | 90+1' | Vedad Ibišević  |

| Árbitro:             | Manuel Gräfe       |
| Árbitros asistentes: | Guido Kleve        |
| Árbitros asistentes: | Thorsten Schiffner |
| Cuarto árbitro:      | Guido Winkmann     |
| Reporte              |                    |

| 1          | Guardameta     | Manuel Neuer           |       |
| 21         | Defensa        | Philipp Lahm           |       |
| 5          | Defensa        | Daniel van Buyten      |       |
| 17         | Defensa        | Jérôme Boateng         |       |
| 27         | Defensa        | David Alaba            |       |
| 8          | Centrocampista | Javi Martínez          |       |
| 31         | Centrocampista | Bastian Schweinsteiger |       |
| 10         | Centrocampista | Arjen Robben           | 83'   |
| 25         | Centrocampista | Thomas Müller          |       |
| 7          | Centrocampista | Franck Ribéry          | 90+1' |
| 33         | Delantero      | Mario Gómez            | 62'   |
| Entrenador | Entrenador     | Jupp Heynckes          |       |

| 1          | Guardameta     | Sven Ulreich      |     |
| 24         | Defensa        | Antonio Rüdiger   |     |
| 5          | Defensa        | Serdar Taşçı      |     |
| 6          | Defensa        | Georg Niedermeier |     |
| 21         | Defensa        | Cristian Molinaro | 67' |
| 20         | Centrocampista | Christian Gentner |     |
| 15         | Centrocampista | Arthur Boka       |     |
| 7          | Centrocampista | Martin Harnik     |     |
| 44         | Centrocampista | Alexandru Maxim   | 61' |
| 16         | Centrocampista | Ibrahima Traoré   | 75' |
| 9          | Delantero      | Vedad Ibišević    |     |
| Entrenador | Entrenador     | Bruno Labbadia    |     |

| 9  | Delantero      | Mario Mandžukić    | 62'   |
| 44 | Centrocampista | Anatoliy Tymoschuk | 83'   |
| 11 | Centrocampista | Xherdan Shaqiri    | 90+1' |

| 31 | Delantero | Shinji Okazaki | 61' |
| 2  | Defensa   | Gōtoku Sakai   | 67' |
| 18 | Delantero | Cacau          | 75' |

| Anotado · Penal | 37' | Thomas Müller | 1-0 |
| Anotado         | 48' | Mario Gómez   | 2-0 |
| Anotado         | 61' | Mario Gómez   | 3-0 |

| Anotado | 71' | Martin Harnik | 3-1 |
| Anotado | 80' | Martin Harnik | 3-2 |

| Amonestado | 50'   | Bastian Schweinsteiger |
| Amonestado | 90+4' | Mario Mandžukić        |

| Amonestado | 36'   | Ibrahima Traoré |
| Amonestado | 85'   | Arthur Boka     |
| Amonestado | 90+1' | Vedad Ibišević  |

| Árbitro:             | Manuel Gräfe       |
| Árbitros asistentes: | Guido Kleve        |
| Árbitros asistentes: | Thorsten Schiffner |
| Cuarto árbitro:      | Guido Winkmann     |
| Reporte              |                    |

| DFB Pokal Trophy                  |
|                                   |
| Bayern Múnich Campeón 16.° título |

## Goleadores
| Mario Gómez                                 | Bayern Múnich     | 6 |
| Martin Harnik                               | Stuttgart         | 5 |
| Bas Dost                                    | Wolfsburgo        | 4 |
| Mario Götze                                 | Borussia Dortmund | 4 |
| Vedad Ibišević                              | Stuttgart         | 4 |
| Ivica Olić                                  | Wolfsburgo        | 4 |
| Arjen Robben                                | Bayern Múnich     | 4 |
| Última actualización: 27 de febrero de 2013 |                   |   |

## Máximos asistentes
| Ciprian Marica                              | Schalke 04        | 4 |
| Nicolas Feldhahn                            | Kickers Offenbach | 3 |
| Leon Goretzka                               | Bochum            | 3 |
| Robert Lewandowski                          | Borussia Dortmund | 3 |
| Xherdan Shaqiri                             | Bayern Múnich     | 3 |
| Ádám Szalai                                 | Maguncia 05       | 3 |
| Ibrahima Traoré                             | Stuttgart         | 3 |
| Marc Vucinovic                              | TSV Havelse       | 3 |
| Última actualización: 27 de febrero de 2013 |                   |   |